# Rhipsalis boliviana
Rhipsalis boliviana là một loài thực vật có hoa trong họ Cactaceae. Loài này được (Britton) Lauterb. miêu tả khoa học đầu tiên năm 1910.